# Łężce (województwo wielkopolskie)
Łężce – wieś sołecka w Polsce położona w województwie wielkopolskim, w powiecie międzychodzkim, w gminie Chrzypsko Wielkie, przy drodze wojewódzkiej nr 186.

## Części wsi
| SIMC    | Nazwa     | Rodzaj    |
| ------- | --------- | --------- |
| 0581250 | Wymysłowo | część wsi |

## Historia
Wieś pierwotnie związana była z Wielkopolską. Ma metrykę średniowieczną i istnieje co najmniej od końca XIV wieku. Wymieniona pierwszy raz w łacińskim dokumencie z 1394 jako „Lanczecz”, 1398 „Løzce” 1398 „Lanszcze”, 1403 „Lanszecz”, 1408 „Lanscze”, 1434 „Lascze”, 1435 „Ląscze”, 1436 „Lascze Maior”, 1443 „Magna Lazecz”, 1447 „Maior Lanscza”, 1466 „Laszcze”, 1483 „Maior Lanszcze”, 1510 „Laschcze”, 1563 „Lanscze Maius”, 1564 „Maius Leszicze” 1580 „Łęszcze Minus”.
Miejscowość była wsią szlachecką należącą do lokalnej szlachty wielkopolskiej z rodu Łężeckich, , którzy od nazwy wsi przyjęli odmiejscowe nazwisko, a także do Mylińskich, Konińskich, Przetockich, Kurskich. W 1466 leżała w powiecie poznańskim Korony Królestwa Polskiego. Od 1408 była siedzibą własnej parafii.
W latach 1386–1403 jako właścicieli we wsi notowano Bogla z Lężyc, a potem jego syna Mikołaja Boglewicza. Obu odnotowano w dokumentach procesowych w sprawach o długi jakie mieli u poznańskich Żydów. W latach 1394–1408 w kilku sprawach sądowych wspomniana została Boguszka (lub Boguchna) Boglewa Łęska wdowa po zmarłym Boglu. 1434-35 właścicielem we wsi był Sędziwój Myliński z Mylina, który toczył spory terytorialne z Janemi Bodzętą z Lutomia o granice między wsiami Łężyce, Lutom oraz z zaginioną wsią Rokszyn. Później majątek dziedziczą jego synowie Andrzej i Wyszek (Wisław) Mylińscy oraz ich dzieci Sędziwój Myliński syn Andrzeja] oraz dwóch Janów i Małgorzata. W 1472 dziedzicami w Łężcach są synowie Wyszka Mylińskiego bracia Jan starszy oraz Jan młodszy, którzy otrzymali w działach od braci Sędziwoja z Mylina oraz Jana plebana w Kaźmierzu połowy wsi Kąpiel, Izdebno, Szyszłowo i Przecław lężące w kluczu kleczewskim w powiecie gnieźnieńskim oraz całą wieś Łężce oraz dopłatę w kwocie 160 grzywien.
W latach 1466–1482 jako właściciel wsi odnotowany został syn Wyszka Mylińskiego Jan Łężecki z Łężc zwany Janem młodszym. W 1466 zapisał on swojej żonie Katarzynie, córce Jana Sobockiego vel Knyszyńskiego z Knyszyna, po 180 grzywien posagu oraz wiana na Łężcach. W 1476 Jakub Popowski z Popowa (koło Wronek) zapisał żonie Katarzynie po 100 złotych węgierskich posagu i wiana na połowie swych dóbr w Białczu oraz na połowie sum, jakie ma na wsi Łężce. W 1481 Wyszek Myliński sprzedał Elżbiecie żonie Jana Przetockiego połowę Łężec za 200 grzywien. W 1482 wraz z bratankami Piotrem, Wyszkiem i Mikołajem sprzedał całą wieś Michałowi Konińskiemu z Konina pod Lwówkiem, za kwotę 600 grzywien. W 1482 ten zapisał żonie Dorocie po 300 grzywien posagu i wiana na połowie Łężyc oraz na całym młynie wodnym stojącym we wsi.
W 1447 odnotowano proces sądowy pomiędzy Janem kmieciem łężckim oraz szlachcicem Stanisławem dziedzicem Pożarowa. W 1448 sąd polubowny rozstrzygał spór sądowy o granice wsi Łężce należącej do Wyszka i Andrzeja braci z Mylina, a Lutomiem Małym Bodzęty i Jana z Lutomia oraz Mościejewa własności Niemierzy z Lubosza. W 1474 Katarzyna Łężecka wysyła ze swojego majątku na wyprawę wojenną jednego pieszego. W 1497 Mikołaj „Lazeczski” prawdopodobnie pochodzący ze wsi zabrał na wyprawę wojenną swego domownika Andrzeja oraz łucznika, który miał reprezentować na wojnie polsko-tureckiej jego niedzielnych współposiadaczy w Łężcach.
W 1509 Jarosław i Jerzy bracia z Łężyc dali połowę wsi Sędziwojowi Przetockiemu, a w zamian otrzymali części w Przetocznie i Goraju. W 1510 Marcin i Jan bracia z Łężyc sprzedali połowę wsi oraz połowę młyna łężckiego za 300 grzywien Piotrowi Kurskiemu. W 1511 Sędziwój Przetocki sprzedał drugą połowę wsi Łężce za 305 grzywien Piotrowi Kurskiemu. W 1513 zapisał on żonie Annie po 300 złotych węgierskich posagu oraz wiana na połowie Łężyc. W 1518 majątek odziedziczyła pani wienna na połowie wsi Anna wdowa po Piotrze Kurskim oraz ich dzieci Jakub, Dobrogost i Pielgrzym. W 1535 Pielgrzym Kurski wraz z matką Anną zapisał żonie Agnieszce po 450 grzywien posagu oraz wiana na połowie Łężec, na młynie wodnym we wsi, a także na 1/3 z połowy wsi Biezdrowo i Zakrzewo oraz dodatkowo na młynie wodnym w Biezdrowie. W 1535 Pielgrzym kupił za 100 grzywien część Łężec od swej bratanicy Urszuli Kurskiej.
Miejscowość odnotowano również w historycznych rejestrach poborowych. W 1469 wieś Łężce zalegała z poborem podatkowym. W 1508 miejscowość zapłaciła wiardunki wojenne od 12 łanów, karczmy oraz młyna wodnego o jednym kole. W 1509 pobór odbył się z 12 łanów, karczmy i młyna. W 1563 pobrao podatki z 8 łanów, karczmy dorocznej, młyna dorocznego o jednym kole. W 1564 we wsi odnotowano 10 łanów. W 1577 płatnikiem poboru był Marcin Kurski. W 1580 zapłacił on pobór od 11 półłanków, 0,5 łana karczmarskiego, 0,5 łana młynarskiego, 4 zagrodników, 5 komorników, jednego pasterza posiadającego 10 owiec oraz młyna o dwóch kołach.
W wyniku II rozbioru Rzeczypospolitej w 1793, miejscowość przeszła w posiadanie Prus i jak cała Wielkopolska znalazła się w zaborze pruskim. W okresie Wielkiego Księstwa Poznańskiego (1815-1848) miejscowość należała do wsi większych w ówczesnym pruskim powiecie Międzyrzecz w rejencji poznańskiej. Łężce należały do okręgu kwileckiego tego powiatu i stanowiły odrębny majątek, którego właścicielem był wówczas Kruger. Według spisu urzędowego z 1837 roku wieś liczyła 194 mieszkańców, którzy zamieszkiwali 17 dymów (domostw).
W latach 1954–1959 wieś należała i była siedzibą władz gromady Łężce, po jej zniesieniu w gromadzie Chrzypsko Wielkie. W latach 1975–1998 miejscowość administracyjnie należała do województwa poznańskiego.

## Demografia
Źródło danych: GUS -stan na 31 grudnia 2007

### Podstawowe statystyki demograficzne
- Liczba ludności: 290, w tym:
  - Kobiety: 140 (48,3%)
  - Mężczyźni: 150 (51,7%)
- Gęstość zaludnienia: 30,1 os./km²
- Procentowy udział w ludności gminy: 8,74%
- Przyrost naturalny: 1
  - Urodzenia żywe: 4
  - Zgony: 3
- Ludność w wieku produkcyjnym: 196 (67,59%)
  - Kobiety: 91 (46,4%)
  - Mężczyźni: 105 (53,6%)
- Ludność w wieku poprodukcyjnym: 27 (9,31%)
  - Kobiety: 17 (63%)
  - Mężczyźni: 10 (37%)

### Rozwój ludności
Liczebność ludności miejscowości na przestrzeni ostatnich siedmiu lat uległa stopniowemu powiększaniu.
W stosunku do danych z roku 2001, według których teren miejscowości zamieszkiwały 273 osoby liczba lokalnej społeczności wzrosła do końca 2007 roku o 17 osób.
| rok                           | 2001 | 2002 | 2003 | 2004 | 2005 | 2006 | 2007 |
| ----------------------------- | ---- | ---- | ---- | ---- | ---- | ---- | ---- |
| osób                          | 273  | 278  | 279  | 283  | 285  | 286  | 290  |
| % ludności gminy              | 8,29 | 8,35 | 8,51 | 8,61 | 8,61 | 8,64 | 8,74 |
| gęstość zaludnienia (os./km²) | 28,3 | 28,9 | 29,0 | 29,4 | 29,6 | 29,7 | 30,1 |

### Struktura wieku
| Wiek                        | Osób ogółem | %     |
| --------------------------- | ----------- | ----- |
| przedprodukcyjny (0-18 lat) | 67          | 23,10 |
| produkcyjny (19-(60)64 lat) | 196         | 67,59 |
| poprodukcyjny (pow. 65 lat) | 27          | 9,31  |
| przedział                   | liczba osób | %     |
| ≤19 lat                     | 81          | 27,93 |
| 20-29                       | 57          | 19,66 |
| 30-39                       | 38          | 13,10 |
| 40-49                       | 35          | 12,07 |
| 50-59                       | 51          | 17,59 |
| 60-64                       | 5           | 1,72  |
| ≥65 lat                     | 23          | 7,93  |

### Sport
W miejscowości działają dwa kluby piłkarskie: Mediakomp Łężce oraz Krusz Żwir Łężce.